# Aulacoctena acuminata
Aulacoctena acuminata är en kammanetart som beskrevs av Ole Theodor Jensen Mortensen 1911. Aulacoctena acuminata ingår i släktet Aulacoctena och familjen Aulacoctenidae. Inga underarter finns listade i Catalogue of Life.